# Kungliga tennishallen
Kungliga tennishallen – obiekt tenisowy w Sztokholmie. Został wybudowany w 1943 roku. Odbywają się na nim męskie mecze turnieju If Stockholm Open. W 1975 roku został tam rozegrany finał Pucharu Davisa między Szwecją a Czechosłowacją i mecz Szwecja – Argentyna w pierwszej rundzie tego pucharu w roku 2010. 26 października 1963 roku odbył się tam koncert zespołu The Beatles.